# とにかく
| ウィキペディアには「とにかく」という見出しの百科事典記事はありません（タイトルに「とにかく」を含むページの一覧/「とにかく」で始まるページの一覧）。 代わりにウィクショナリーのページ「とにかく」が役に立つかもしれません。 |